# Mycoleptodiscus indicus
Mycoleptodiscus indicus är en svampart som först beskrevs av V.P. Sahni, och fick sitt nu gällande namn av B. Sutton 1973. Mycoleptodiscus indicus ingår i släktet Mycoleptodiscus och familjen Magnaporthaceae.   Inga underarter finns listade i Catalogue of Life.